# Grille-marrons
Pour les articles homonymes, voir grille.
Le grille-marrons est soit :
- une boîte de tôle à double fond, percée de trous et munie d'un couvercle, pour faire rôtir les marrons ;
- une poêle en tôle épaisse dont le fond est percé de trous. Cette poêle est munie d'un long manche pour la maintenir de loin sur la braise d'un foyer ouvert ;
- deux coques hémisphériques de 18 cm de diamètre environ, fermées par deux loquets et animées par un petit moteur de barbecue, le tout posé sur un brûleur à gaz. Cet appareil est fabriqué en Italie[1].